# Brinsley Shaw
Brinsley Shaw, nascido Sheldon Brinsley Shaw (Nova Iorque, NI, 18 de março de 1876 – Nova Iorque, NI, 3 de julho de 1931) foi um ator e diretor norte-americano, atuante no cinema mudo entre as décadas de 1910 e 1927.

## Filmografia selecionada
- Arsene Lupin (1917)
- The Barefoot Boy (1923)
- Before Midnight (1925)
- The Black Gate (1919)
- Bucking the Truth (1926)
- The Cloud Rider (1925)
- The Four Horsemen of the Apocalypse (1921)